# Zheng Chenggong Dashenxiang
Zheng Chenggong Dashenxiang est une statue de 53,4 mètres de haut d'un Koxinga assis qui se trouve à Chiayi à Taïwan. La construction de la statue a été finie en 1995. Elle repose sur une base de 59 mètres de haut, conduisant à une hauteur totale de 112,4 mètres du monument. Elle est en 2019 la trente-quatrième plus haute statue au monde.

## Galerie

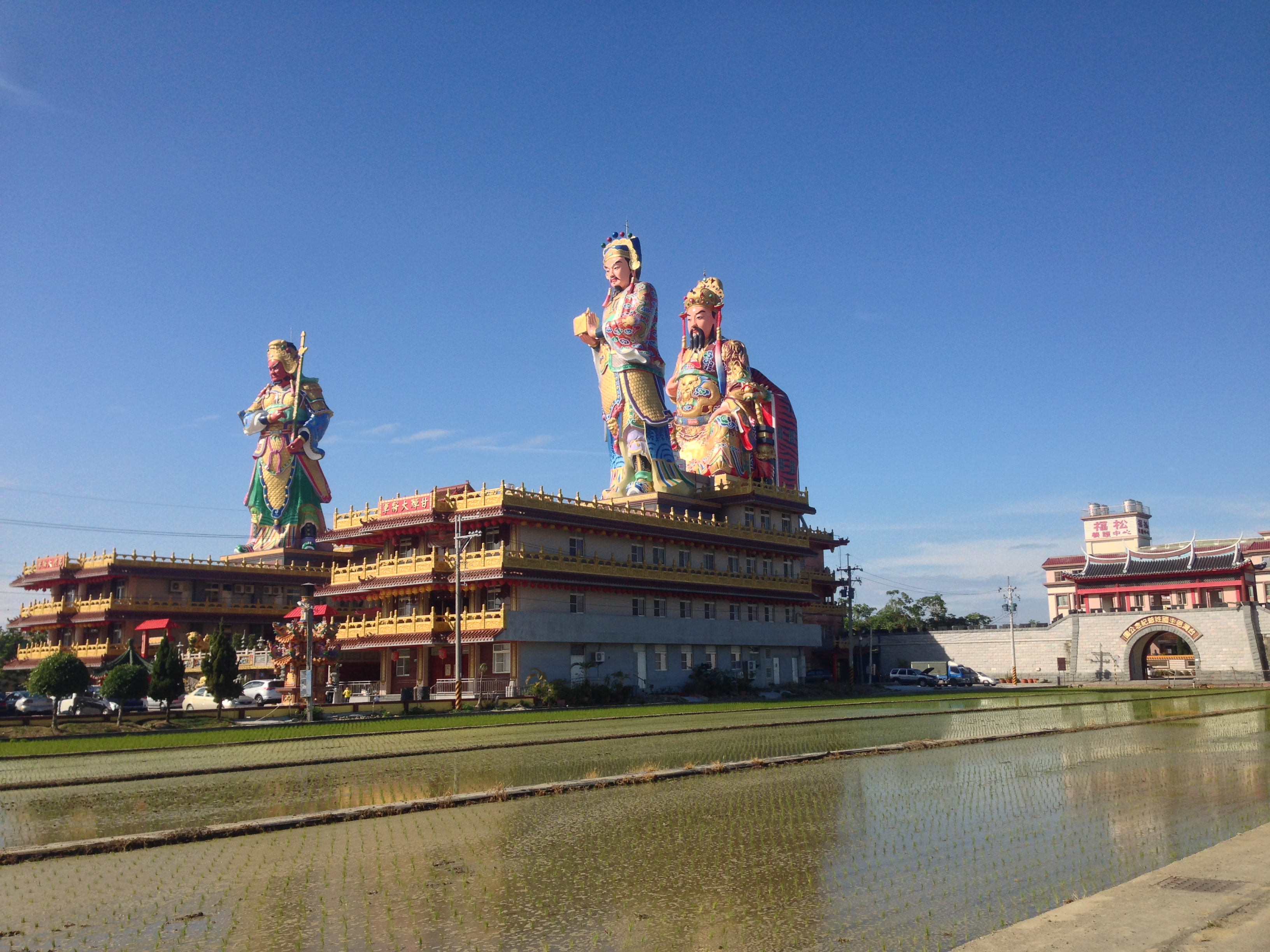
Vue globale de la statue et des alentours.